# Jordanoleiopus alboreductus
Jordanoleiopus alboreductus är en skalbaggsart som först beskrevs av Pierre Lepesme och Stefan von Breuning 1953.  Jordanoleiopus alboreductus ingår i släktet Jordanoleiopus och familjen långhorningar.
Artens utbredningsområde är Ghana. Inga underarter finns listade i Catalogue of Life.